# Maria Sjurotjkina
Maria Vladimirovna Sjurotjkina (ryska: Мария Владимировна Шурочкина), född 30 juni 1995, är en rysk konstsimmare.

## Karriär
Sjurotjkina ingick i det ryska lag som vann guld i lagtävlingen vid Olympiska sommarspelen 2016. I augusti 2021 vid OS i Tokyo tog hon återigen guld i lagtävlingen i konstsim tävlande för ryska olympiska kommitténs lag.